# 图尔老城
图尔老城（Vieux-Tours）是图尔的旅游区。位于市中心，沿商业街（Rue du Commerce）和科尔伯特街（rue Colbert）东西延伸。有许多中世纪半木结构房子。非常接近弗朗索瓦·拉伯雷大学，很受学生欢迎。
保护区也包括城堡区，圣马田及其周边地区。

## 名胜古迹

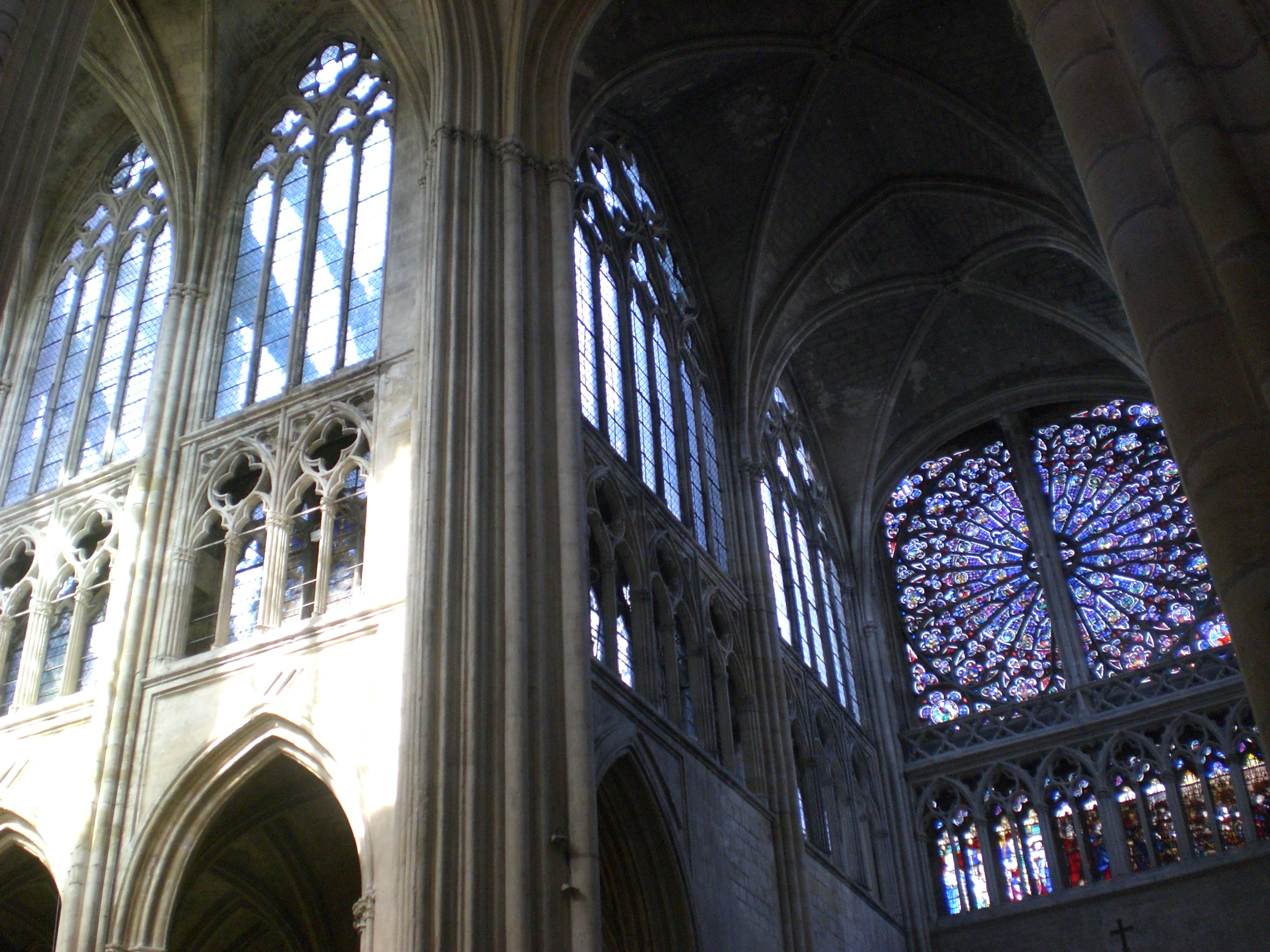
图尔主教座堂

- 圣玛尔定圣殿 (图尔)
- 查理曼塔和钟楼
- 圣儒略堂 (图尔)
- 图尔主教座堂
- 总主教宫
- 图尔城堡
- 古安大楼

## 街道和广场
- 商业街（Rue du Commerce）和科尔伯特街（rue Colbert）...
- 伤心廊街（Passage du cœur navré）
- 普吕姆罗广场（Place Plumereau）
- 国王集市广场（Place Foire le Roi）
- 大集市广场（Place du Grand Marché）

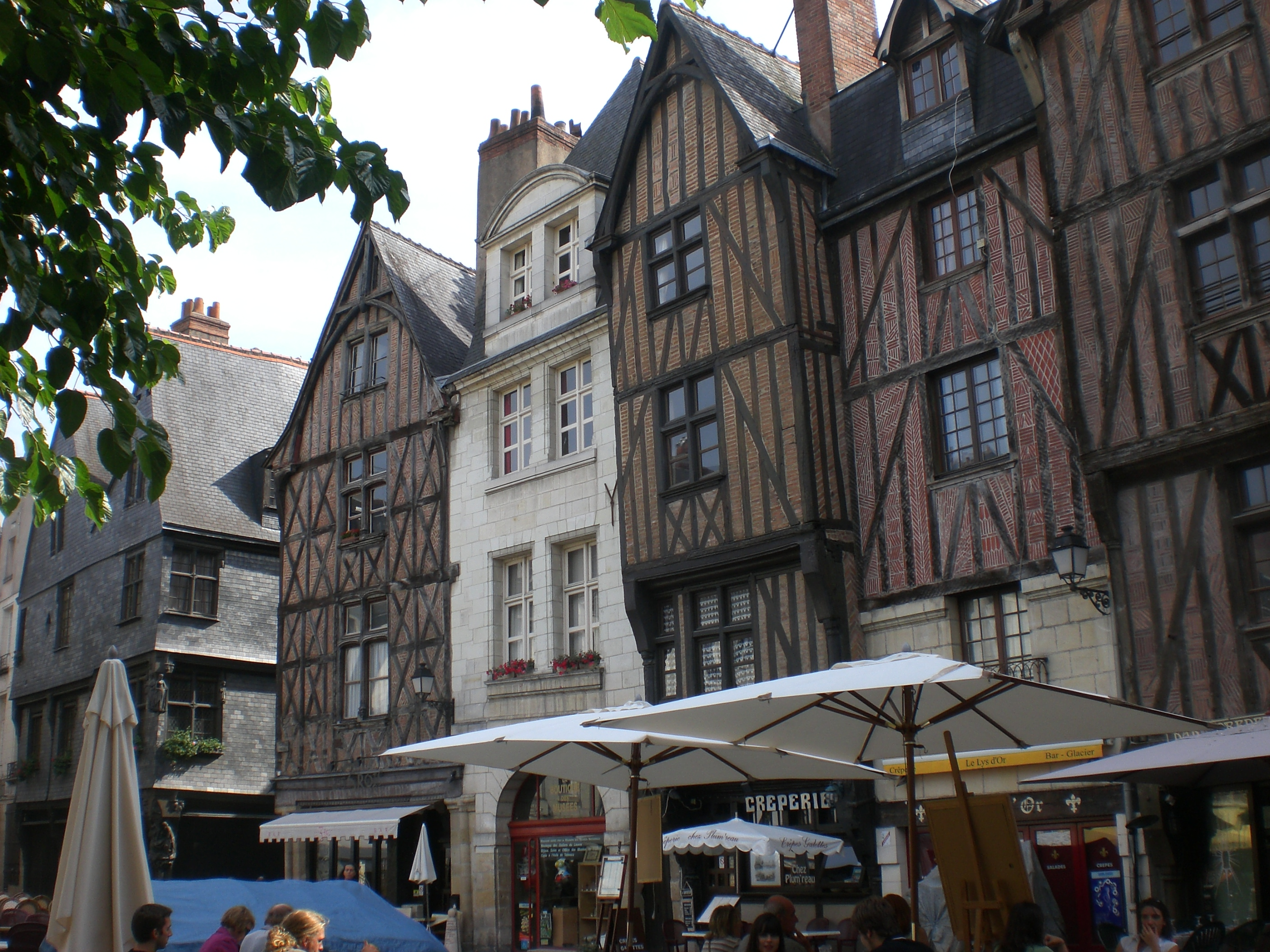
普吕姆罗广场

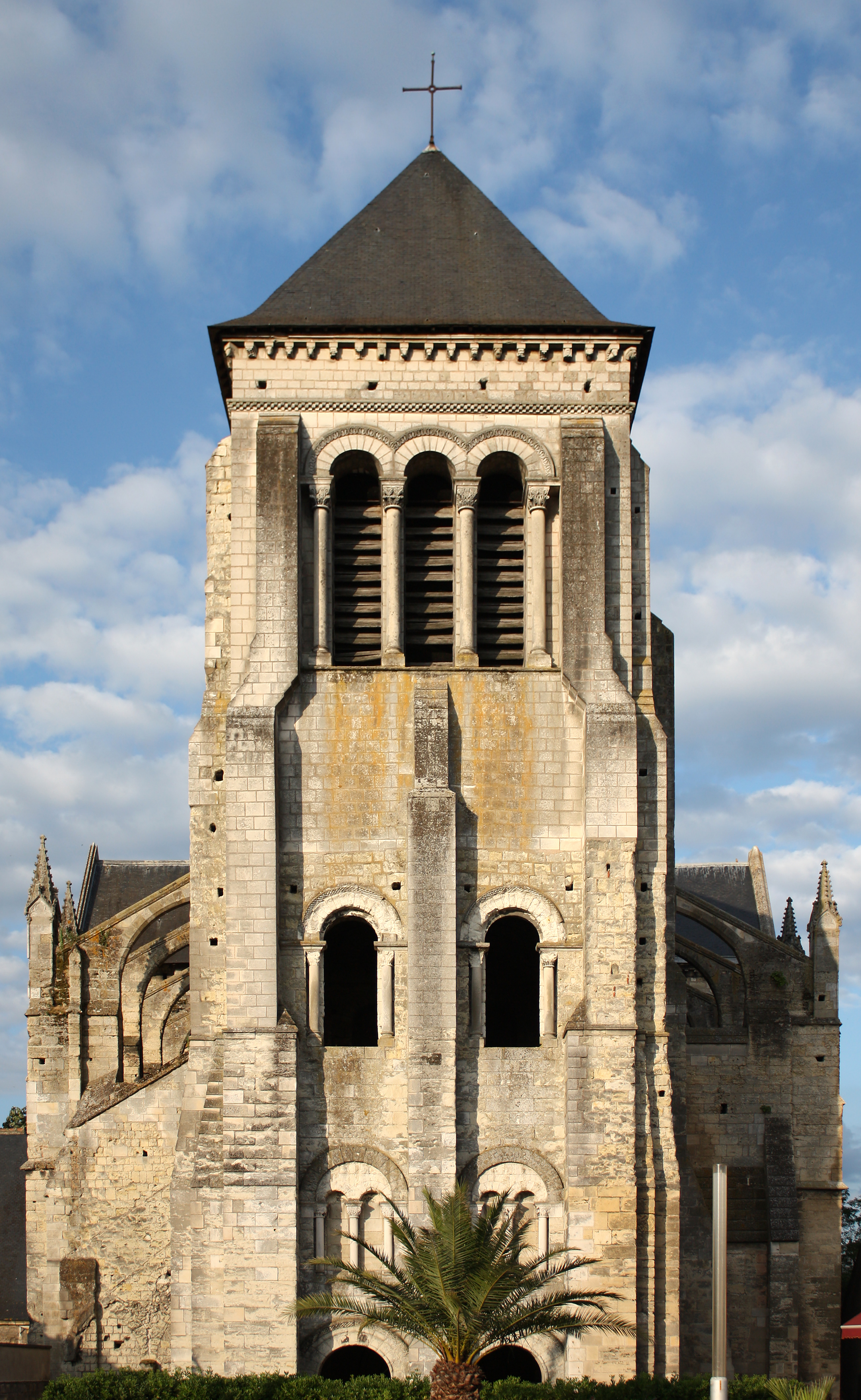
圣儒略堂
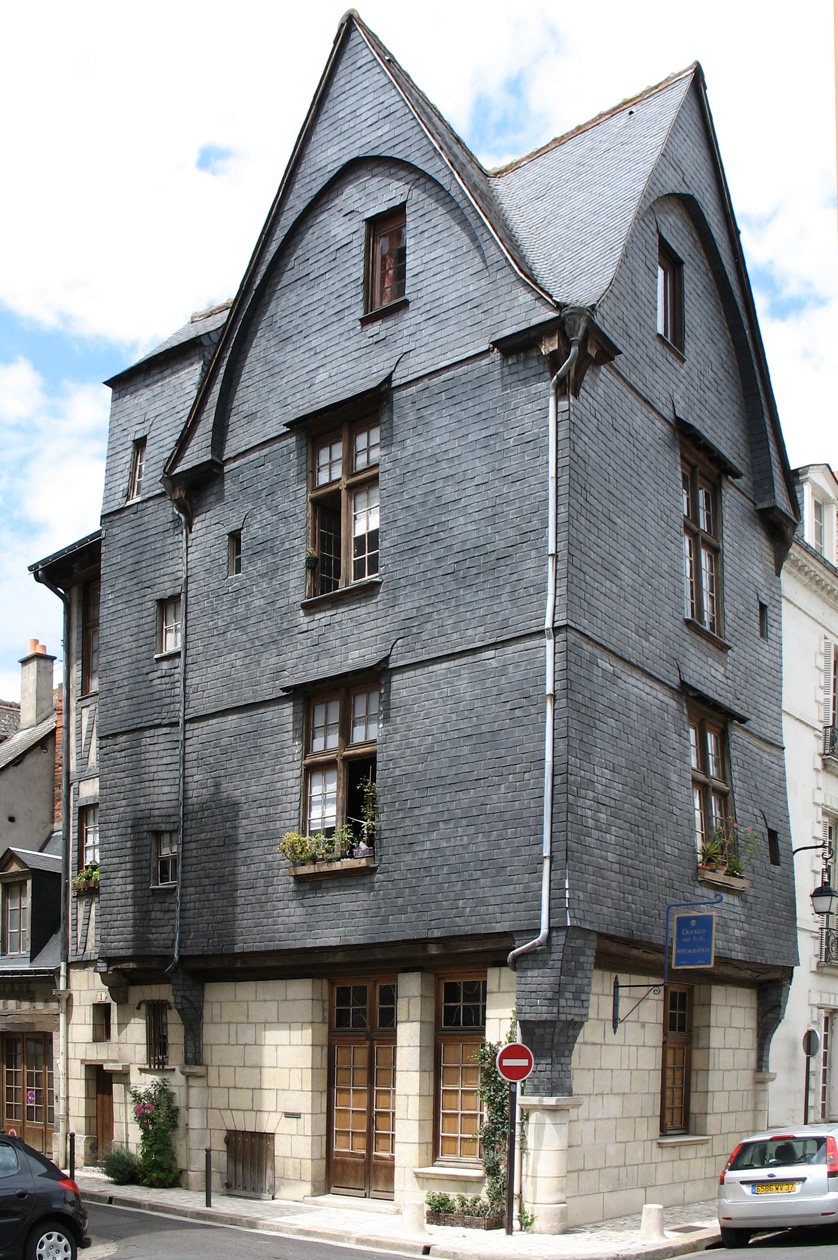
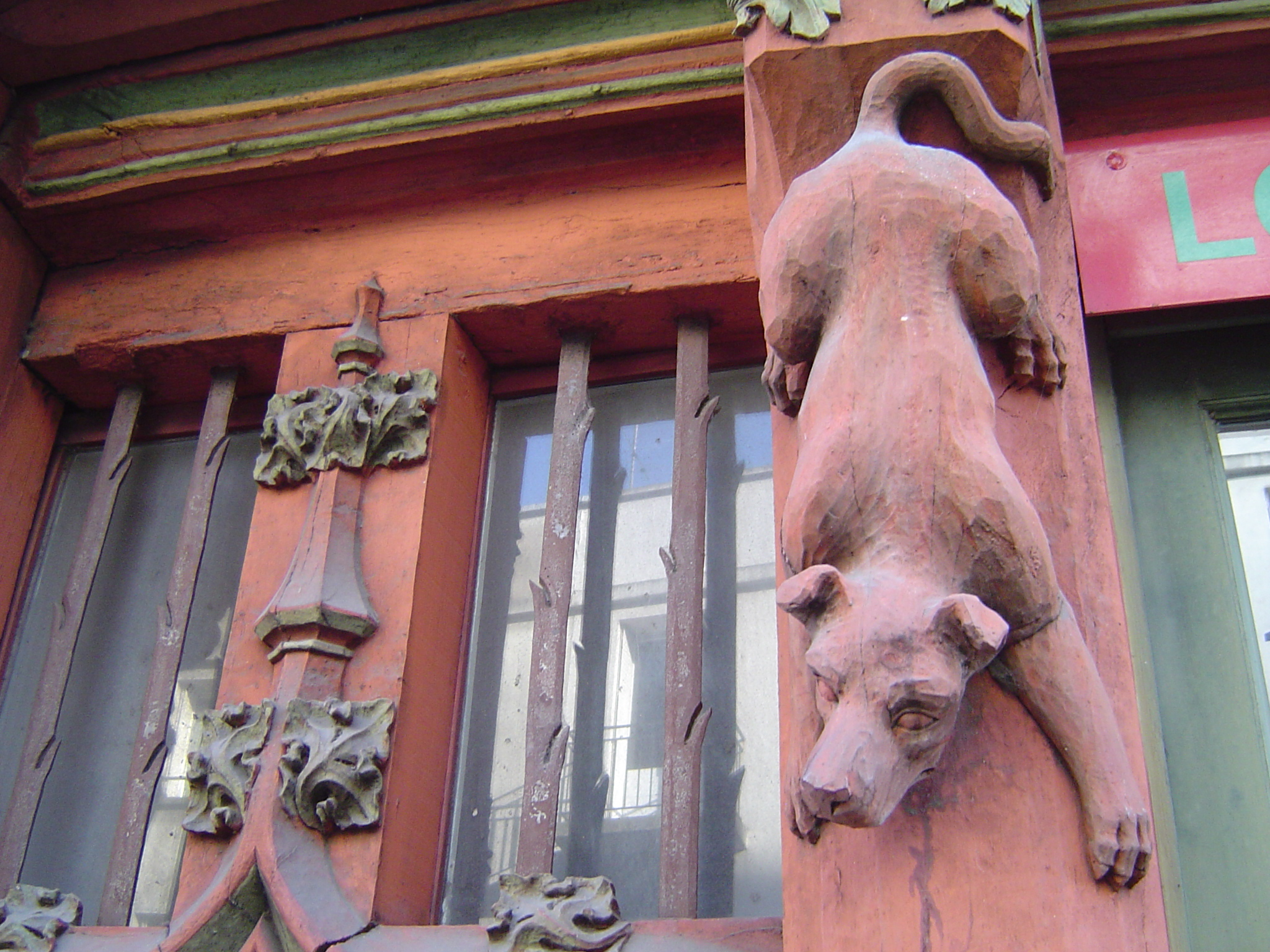
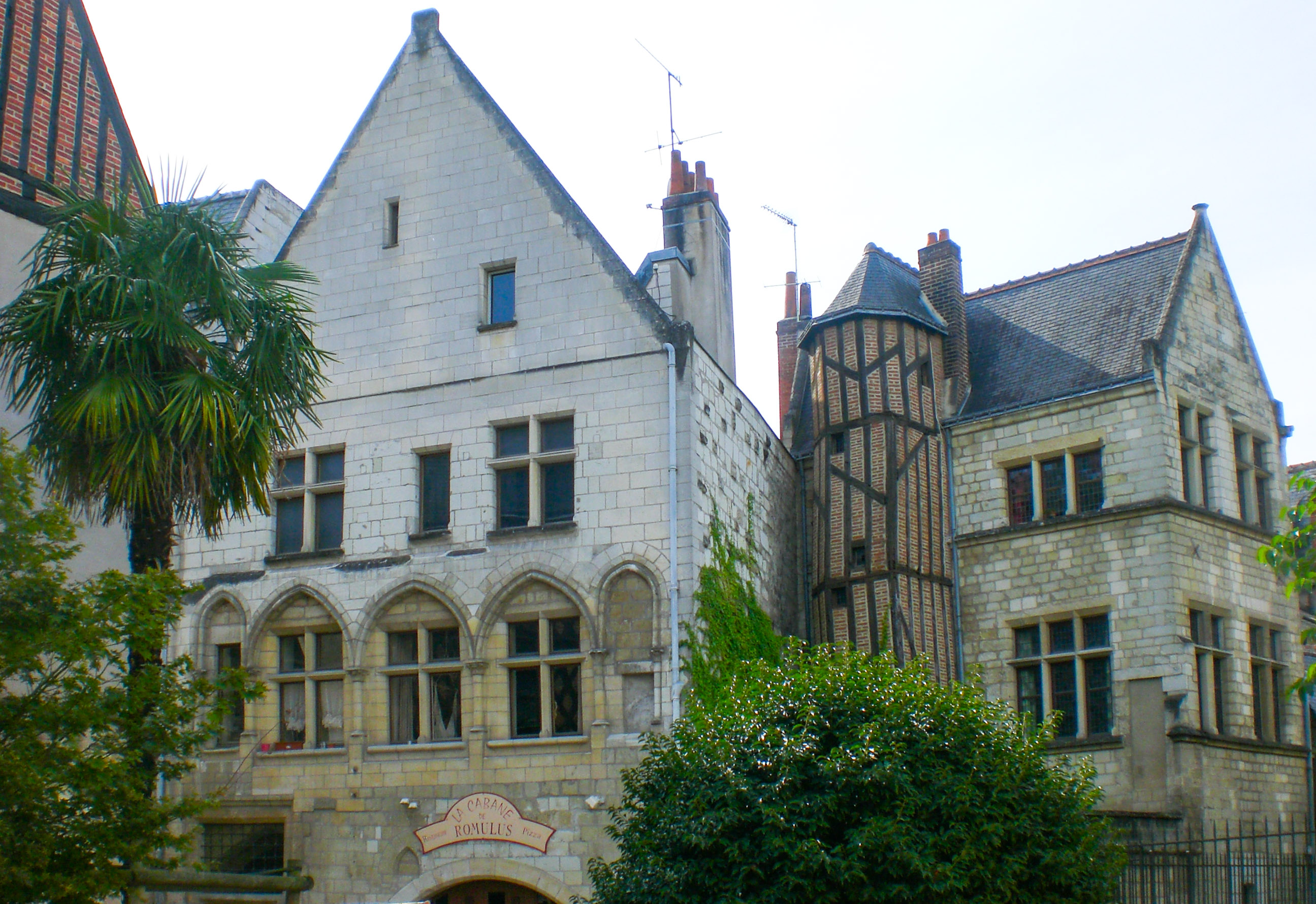
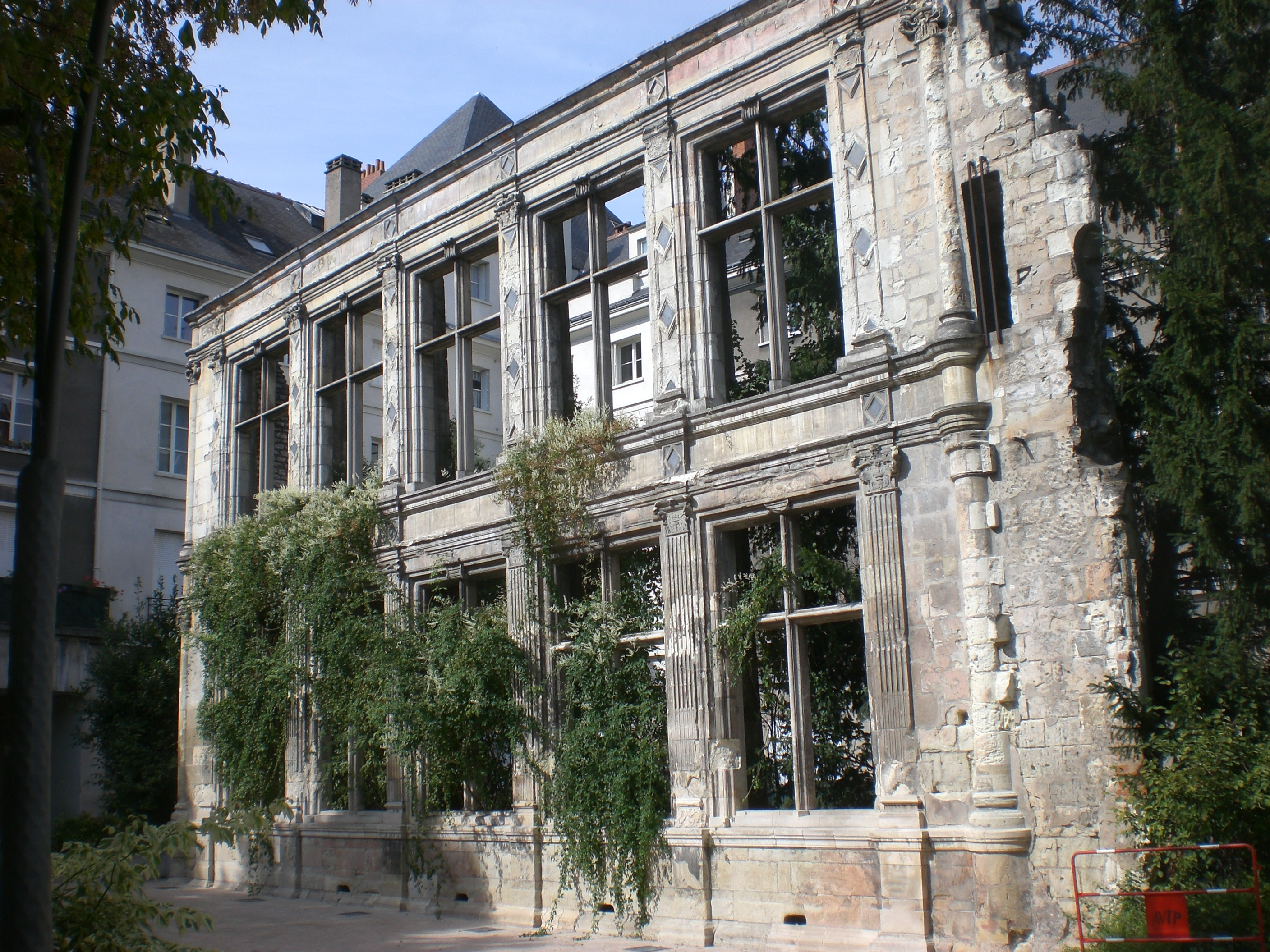
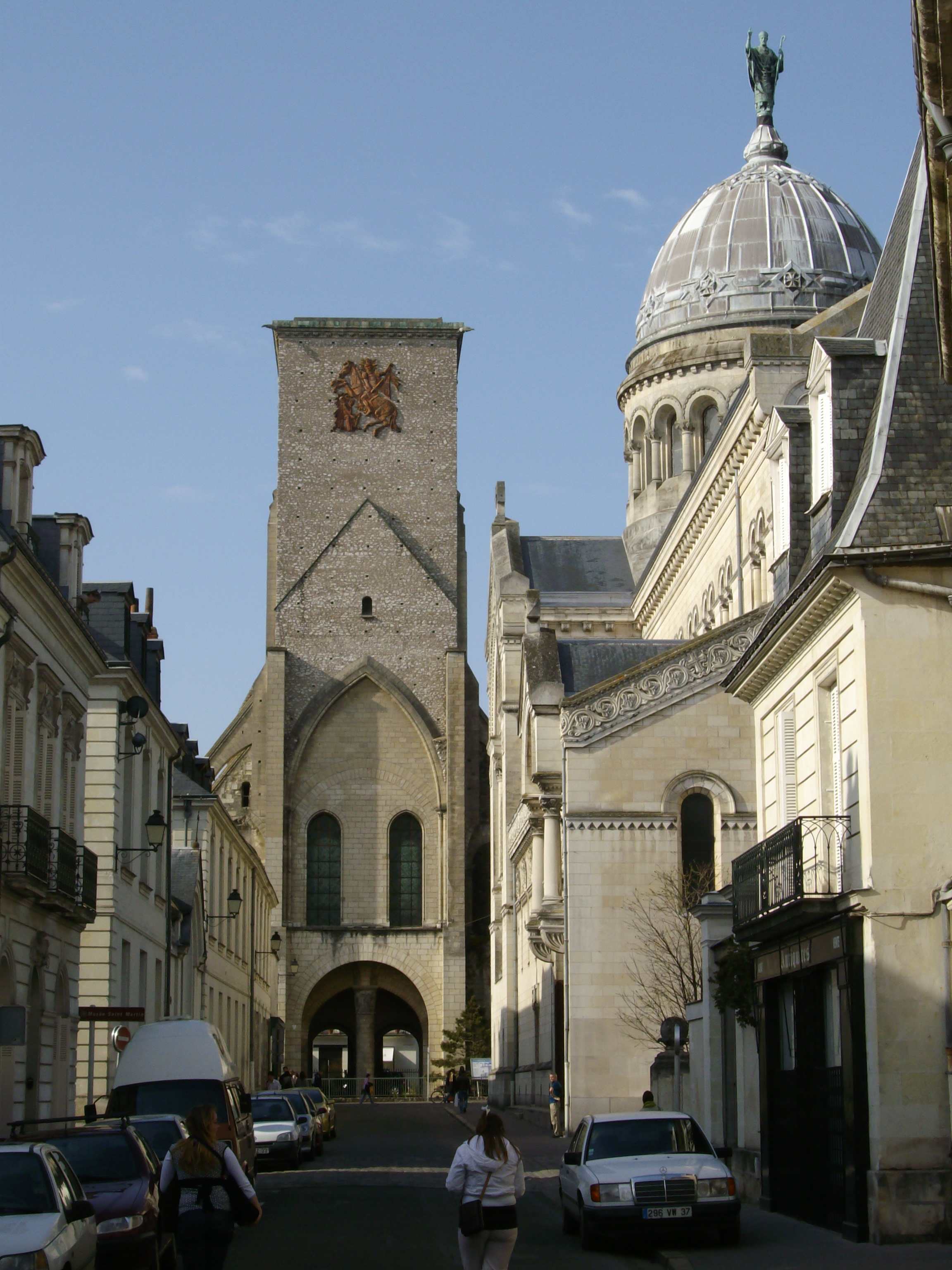
查理曼塔
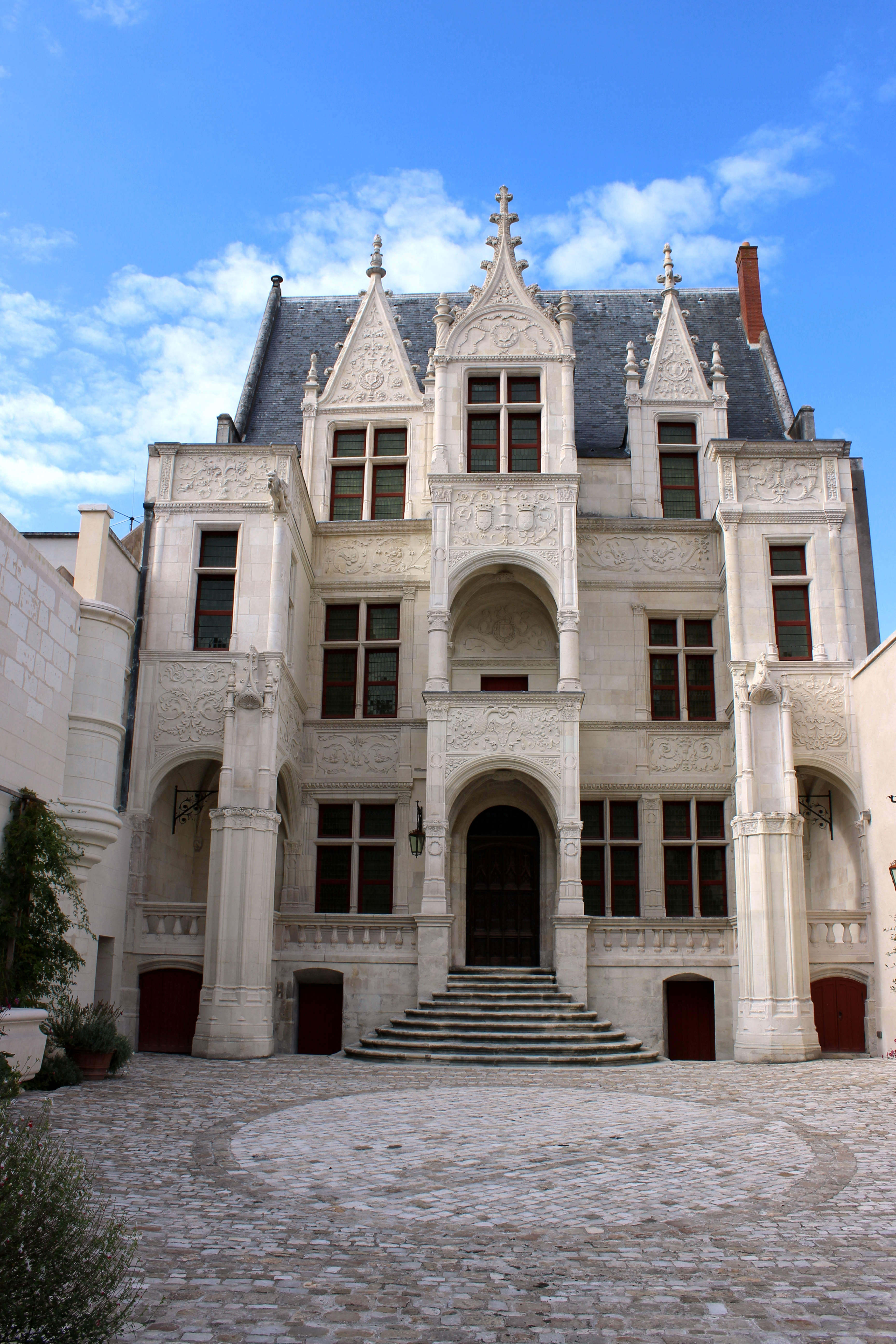
古安大楼